# Крістоф Вільке
Крістоф Вільке  (нім. Kristof Wilke, 17 квітня 1985) — німецький веслувальник, олімпійський чемпіон.

## Виступи на Олімпіадах
| Олімпіада   | Дисципліна                     | Місце  |
| ----------- | ------------------------------ | ------ |
| Пекін 2008  | вісімка розстібна зі стерновим | 8      |
| Лондон 2012 | вісімка розстібна зі стерновим | Золото |